# Syzygiella kerguelensis
Syzygiella kerguelensis là một loài Rêu trong họ Jungermanniaceae. Loài này được M. L. So & Grolle mô tả khoa học đầu tiên năm 2003.